# 御嶽山ビジターセンター
御嶽山ビジターセンター（おんたけさんビジターセンター）は、御嶽山ビジターセンター基本構想に基づき御嶽山の長野県側2か所に設置されたビジターセンター。
山エリア（長野県王滝村）に設置された長野県立御嶽山ビジターセンター「やまテラス王滝」と里エリア（同県木曽町）に設置された木曽町御嶽山ビジターセンター「さとテラス三岳」で構成され両施設間で連携することとされている。2022年（令和4年）8月27日に同時開館した。

## 概要
2014年の御嶽山噴火を受けて、中央防災会議・防災対策実行会議の火山防災対策推進ワーキンググループが2015年（平成27年）3月に取りまとめた「御嶽山噴火を踏まえた今後の火山防災対策の推進について（報告）」と同年7月に一部が改正された活動火山対策特別措置法に基づき、長野県は2016年（平成28年）6月に「長野県火山防災のあり方検討会」を設置した。2017年（平成29年）2月に「長野県火山防災のあり方検討会報告書」が取りまとめられ、ビジターセンターの設置が有効という提言を受けて御嶽山ビジターセンターが設置されることになった。

## 長野県立御嶽山ビジターセンター
御嶽山ビジターセンター基本構想で御岳県立公園内に設置する山エリアのビジターセンターとされ、「やまテラス王滝」と名付けられた。鉄筋コンクリート造平屋建て（敷地面積3,209㎡、建築面積558.0㎡、延床面積498.3㎡）で、展示スペースや飲食・休憩スペースがある。

### 所在地
- 長野県木曽郡王滝村田の原[4]

### 開館時間
- 9：00 − 16：00[4]

### 休館日
- 指定管理者が設定した日
- 11月1日から翌年5月31日（冬季休館期間）[4]

## 木曽町御嶽山ビジターセンター
御嶽山ビジターセンター基本構想で道の駅三岳に隣接する里エリアのビジターセンターとされ、「さとテラス三岳」と名付けられた。
2014年の御嶽山噴火後、長野県、木曽町、王滝村の三者で火山研究施設が要望され、名古屋大学がそれを受ける形で2017年7月に木曽町役場三岳支所内に研究施設を開設していたが、「さとテラス三岳」の開設により研究施設も移転した。また、火山防災のために活動する御嶽山火山マイスター認定者の活動拠点にもなっている。

### 所在地
- 長野県木曽郡木曽町三岳10491−12[3]

### 開館時間
- 9：00 − 16：00[3]

### 休館日
- 年末年始[3]